# Barwy ochronne
Barwy ochronne é um filme de drama polonês de 1977 dirigido e escrito por Krzysztof Zanussi. Foi selecionado como representante da Polônia à edição do Oscar 1978, organizada pela Academia de Artes e Ciências Cinematográficas.

## Elenco
- Piotr Garlicki - Jarosław Kruszyński
- Zbigniew Zapasiewicz - Jakub Szelestowski
- Christine Paul-Podlasky - Nelly Livington-Pawluk
- Mariusz Dmochowski - Vice Dean
- Wojciech Alaborski - Kiszewski
- Mieczysław Banasik - Józef
- Krystyna Bigelmajer - Zofia